# Leesville (Ohio)
Leesville – wieś w USA, w hrabstwie Carroll, w stanie Ohio.
Według spisu ludności z 2010 roku wieś miała 158 mieszkańców.